# PARTY TIME
『PARTY TIME』（パーティー・タイム）は、ClariSの3枚目のオリジナルアルバム。2014年6月4日にSME Recordsから発売された。
テーマは「ClariSらしさ」であるという。前半にはロボットや昔のアイドルを思わせる曲が、後半は優しい気持ちになる曲がそれぞれ収録されている。そして4曲目「Time」、5曲目「RESTART」、6曲目「コイノミ」は、恋愛を題材としている。アリスはレコーディング当初大人っぽさを意識していたが、スタッフのアドバイスで「かわいさ」を表現する歌い方に変更したという。また、この作品をもってアリスが卒業するため、第1期ClariS最後の作品となる。

## 音楽性
1曲目「Drawing」は、クララによればサビが難しかったという。
2曲目「CLICK」は、9thシングル曲であり、テレビアニメ『ニセコイ』の前期オープニングテーマ。
3曲目「眠り姫」は、眠り姫を思わせる大人っぽい曲のため、クララはレコーディング時世界観をつかみ辛かったという。
7曲目「STEP」は、10thシングル曲であり、テレビアニメ『ニセコイ』の後期オープニングテーマ。
11曲目「カラフル」は、8thシングル曲であり、アニメーション映画『劇場版 魔法少女まどか☆マギカ [新編] 叛逆の物語』のオープニングテーマ。

## リリース
2014年6月4日にSME Recordsから発売。ClariSのアルバムとしては前作『SECOND STORY』から約1年ぶりのリリースとなる。
販売形態は、初回生産限定盤（SECL-1509/10）・通常盤（SECL-1511）・完全生産限定盤（SECL-1507/8）の3種リリースで、初回生産限定盤には「カラフル」、「CLICK」、「STEP」のPVおよびタイアップ作品のノンクレジットオープニング映像、および各シングルのTVCM集を収録したDVDが同梱されている。なお完全生産限定盤にはねんどろいどぷちのreunion ver.が付属されている。

## 収録内容
| #         | タイトル           | 作詞          | 作曲          | 編曲               | 時間  |
| --------- | ------------------ | ------------- | ------------- | ------------------ | ----- |
| 1.        | 「Drawing」        | 角野寿和      | 角野寿和      | 角野寿和           | 4:28  |
| 2.        | 「CLICK」          | kz (livetune) | kz (livetune) | kz (livetune)      | 4:29  |
| 3.        | 「眠り姫」         | 重永亮介      | 重永亮介      | 重永亮介           | 4:00  |
| 4.        | 「Time」           | KOH           | KOH           | KOH                | 4:14  |
| 5.        | 「RESTART」        | 丸山真由子    | 丸山真由子    | 丸山真由子         | 4:07  |
| 6.        | 「コイノミ」       | 磯谷佳江      | 小野貴光      | 小野貴光、玉木千尋 | 3:17  |
| 7.        | 「STEP」           | kz (livetune) | kz (livetune) | kz (livetune)      | 4:15  |
| 8.        | 「ドライフラワー」 | 奥村イオン    | 佐久間誠      | 湯浅篤             | 4:56  |
| 9.        | 「トパーズ」       | 渡辺翔        | 渡辺翔        | 湯浅篤             | 3:54  |
| 10.       | 「かくれんぼ」     | 伊田学        | 伊田学        | 重永亮介           | 5:06  |
| 11.       | 「カラフル」       | 渡辺翔        | 渡辺翔        | 湯浅篤             | 4:30  |
| 12.       | 「Orange」         | 丸山真由子    | 丸山真由子    | 丸山真由子         | 5:14  |
| 合計時間: | 合計時間:          | 合計時間:     | 合計時間:     | 合計時間:          | 52:46 |

| #  | タイトル                                                                                     | 作詞 | 作曲・編曲 |
| -- | -------------------------------------------------------------------------------------------- | ---- | ---------- |
| 1. | 「カラフル」(Music Video)                                                                    |      |            |
| 2. | 「CLICK」(Music Video)                                                                       |      |            |
| 3. | 「STEP」(Music Video)                                                                        |      |            |
| 4. | 「カラフル」(TV CM)                                                                          |      |            |
| 5. | 「CLICK」(TV CM)                                                                             |      |            |
| 6. | 「STEP」(TV CM)                                                                              |      |            |
| 7. | 「TVアニメ「劇場版 魔法少女まどか☆マギカ [新編]叛逆の物語」 ノンクレジットオープニング映像」 |      |            |
| 8. | 「TVアニメ「ニセコイ」 前期ノンクレジットオープニング映像」                                  |      |            |
| 9. | 「TVアニメ「俺の妹がこんなに可愛いわけがない。」 2期ノンクレジットオープニング映像」         |      |            |

## 参加ミュージシャン
ドライフラワー, カラフル
- 設楽博臣：Guitar
- 湯浅篤：Bass

## チャート
| チャート（2014年）         | 最高位 |
| -------------------------- | ------ |
| オリコン                   | 2      |
| Billboard JAPAN Top Albums | 2      |
| サウンドスキャンジャパン   | 5      |